# Apophua stena
Apophua stena là một loài tò vò trong họ Ichneumonidae.